# 福克F.II
福克F.II（荷蘭語：Fokker F.II）是一款由荷蘭福克飛行器公司研發的飛機，是福克公司首款量產型民航機。

## 歷史
福克F.II的研發代號為V.45，於1918年12月在德國施威林的福克工廠開始進行。福克F.II的設計是高單翼機，是當時盛行雙翼機的年代是十分罕見。飛機機是木制，機上設有4名乘客座位，採用BMW IIIa引擎，最高可達185hp，速度可達80英里/時。首架福克F.II於1919年10月首飛。飛機在飛行測試時發現，引擎動力的不足使飛機太慢，此外引擎亦容易過熱。1920年7月10日，荷蘭皇家航空正式訂購兩架福克F.II，同時飛機引擎改為Armstrong Siddeley Puma（240hp）。福克F.II的產量至少20架。
1936年福克公司回購了一架福克F.II，用來保存在博物館中，但飛機在第二次世界大戰期間被摧毀。

## 性能
数据来源： de Leeuw p.13
基本诸元
- 乘员： 1
- 载客量： 4人
- 长度： 10.3公尺（38英呎3英吋）
- 翼展： 16.10公尺（52英呎10英吋）
- 高度： 3.66公尺（12英呎0英吋）
- 翼面积： 38.2平方公尺（411平方英呎）
- 空重： 1,200公斤（2,650磅）
- 总重： 1,900公斤（4,190磅）
- 发动机： 1 × Armstrong Siddeley Puma，180千瓦（240匹馬力） each

性能
- 最大速度： 150公里/時（93英里/時）
- 巡航速度： 120公里/時（75英里/時）
- 航程： 1,200公里（750英里）